# Daniela Sarfati
Daniela Sarfati Páez (Lima, 20 de marzo de 1974) es una actriz y cantante peruana. Inició su carrera como "Cíndela" del exitoso programa infantil Nubeluz, y después en la telenovela y grupo musical Torbellino. Dentro de sus varios roles, es conocida por su rol recurrente de Susú Ferrand de Picasso en la serie televisiva Al fondo hay sitio.

## Carrera
Nació en Lima, hija de León Sarfati Malqui y Cecilia Paez Espinosa. Sarfati debutó en la televisión como parte de grupo musical del programa Aplausos (1993), que se emitió por tres meses. Seguidamente, ingresó como "Cíndela" del exitoso programa infantil Nubeluz, donde se hizo conocida.
Posteriormente Sarfati estudió actuación con Alberto Ísola, Aristóteles Picho, José Enrique Mávila, Gianfranco Brero y Javier Valdés, y en Colombia con Alejandra Borrero, para luego participar en las telenovelas Malicia, Obsesión, Escándalo, Girasoles para Lucía y Torbellino, donde también formó parte del grupo musical homónimo y grabó el disco Torbellino: corazón de la ciudad. Además, actuó en las series Los choches, Pisco sour y Secretos.
En 2001 actuó en la película Bala Perdida del director Aldo Salvini, y en la serie Éxtasis. El año siguiente protagonizó el musical La Vaca, la Capa y la Zapatilla. En 2003 participó en la obra para niños Charlie y la fábrica de chocolates, el musical Ángeles y El jardín de los cerezos (adaptación de The Cherry Orchard de Chéjov); además de las telenovelas La mujer de Lorenzo y Estos chicos de ahora.
Sarfati actuó en las producciones Besos Robados y Eva del Edén en 2004. El año siguiente, en el teatro participó en Cristo Light bajo la dirección de Diego La Hoz, la reposición de la obra Charlie y la fábrica de chocolate y Tus amigos nunca te harían daño. 
En 2006 antagonizó la telenovela Amores como el nuestro, y también participó en un episodio de la serie Esta Sociedad.
Luego de participar en Así es la vida (2008), Sarfati regresó a la televisión con la serie de comedia Al fondo hay sitio de América Televisión, en el rol de "Susú" Ferrand. Sarfati dejó de aparecer en 2011 en la serie y regresó dos años después. En teatro durante 2009, actuó en los musicales El Principito y Cabaret de "Preludio Asociación Cultural".
En 2010 actuó en la obra de teatro El celular de un hombre muerto (Dead Man's Cell Phone de Sarah Ruhl) y en el espectáculo infantil ¡Grántico, pálmani, zum!, en el marco del vigésimo aniversario de Nubeluz. En 2011 participó como actriz invitada en la telenovela Lalola.
En 2012 concursó en el reality show de baile El gran show. Seguidamente, participó en la miniserie Mi amor, el wachimán. En teatro, actuó en la obra ¿Qué tortura?, bajo la dirección de David Carrillo.
Regresó al cine en Loco cielo de Abril (2014).
En 2016 fue la protagonista del video musical de la canción "Vacío" de la banda Zen.

## Vida personal
En 2005 fundó la ONG "Anidarte".
Sarfati se casó en 2006 con el actor Óscar López Arias y tienen un hijo, Facundo. Se hizo pública su separación en 2013. En el 2018 se reconciliaron y mantienen una relación.

## Filmografía
| Televisión | Televisión                         | Televisión                   | Televisión                                |
| Año        | Título                             | Rol                          | Notas                                     |
| ---------- | ---------------------------------- | ---------------------------- | ----------------------------------------- |
| 1993       | Aplausos                           | Ella misma                   |                                           |
| 1993–94    | Nubeluz                            | Ella misma                   | Cíndela Nubelina                          |
| 1995       | Malicia                            | Laura Gómez                  |                                           |
| 1995       | Los choches                        |                              |                                           |
| 1996       | Pisco sour                         |                              |                                           |
| 1996       | Obsesión                           | Vanessa Ventura-Miller Agois |                                           |
| 1997       | Escándalo                          | Mimi Dupont                  |                                           |
| 1997       | Torbellino                         | Lucía                        |                                           |
| 1998       | Secretos                           | Alejandra Málaga             |                                           |
| 1999       | Girasoles para Lucía               | Verónica Landaeta Santamaría |                                           |
| 2001       | Éxtasis                            |                              |                                           |
| 2002–06    | Teatro desde el teatro             | Varios roles                 |                                           |
| 2003       | La mujer de Lorenzo                |                              |                                           |
| 2003       | Estos chikos de ahora              | Patricia de los Heros        |                                           |
| 2004       | Eva del Edén                       | Catalina Arias Maldonado     |                                           |
| 2004       | Besos Robados                      | Jimena                       |                                           |
| 2005       | Viento y Arena                     |                              |                                           |
| 2006       | Amores como el nuestro             | Natalia Vargas               |                                           |
| 2006       | Esta sociedad                      | Profesora de gimnasia        | Actriz invitada                           |
| 2008       | Así es la vida                     | Fabiola Contreras            |                                           |
| 2008       | Habacilar: Amigos y rivales        | Concursante                  | 2° puesto                                 |
| 2008       | Sabrosas                           |                              |                                           |
| 2009–16    | Al fondo hay sitio                 | Susana "Susú" Ferrand        |                                           |
| 2011       | Lalola                             | Mónica                       | Actriz invitada                           |
| 2012       | Mi amor, el wachimán               | Mónica de Gargurevich        |                                           |
| 2012       | El gran show                       | Concursante                  | 6° puesto                                 |
| 2013       | Mi amor, el wachimán 2             | Mónica Graña                 |                                           |
| 2014       | Hotel Otelo                        | Claudia                      |                                           |
| 2015       | Acusados                           | Isabel Canales               |                                           |
| 2015–16    | Nuestra Historia                   | Geraldine                    |                                           |
| 2017–18    | El dorado                          | Participante                 |                                           |
| 2018       | Torbellino, 20 años después        | Lucía                        | Rol principal                             |
| 2022       | Junta de vecinos 2                 | Almendra Almenara            | Actriz invitada                           |
| Películas  |                                    |                              |                                           |
| Año        | Título                             | Rol                          | Notas                                     |
| 1998       | No se lo digas a nadie             | Esposa de Alfonso            | Rol menor                                 |
| 2001       | Bala Perdida                       | Pamela                       |                                           |
| 2014       | Loco cielo de Abril                | Luna                         |                                           |
| Teatro     |                                    |                              |                                           |
| Año        | Título                             | Rol                          | Notas                                     |
| 1997       | La bella durmiente                 |                              |                                           |
| 1999       | Un príncipe para tres princesas    |                              |                                           |
| 1999       | A Chorus Line                      |                              | Teatro Montecarlo                         |
| 2002       | La Vaca, la Capa y la Zapatilla    | Cenicienta                   |                                           |
| 2003       | Ángeles                            | Camael                       |                                           |
| 2003       | Charlie y la fábrica de chocolates |                              |                                           |
| 2003       | El jardín de los cerezos           | Anya                         |                                           |
| 2005       | Cristo Light                       | Andrea                       |                                           |
| 2005       | Charlie y la fábrica de chocolate  |                              |                                           |
| 2005       | Tus amigos nunca te harían daño    | Mariana                      |                                           |
| 2008       | Panic attack                       | Andrea                       |                                           |
| 2009       | El Principito                      | Jardín de rosas              |                                           |
| 2009       | Cabaret                            | Rosie                        | Teatro Marsano 1 de octubre–31 de octubre |
| 2010       | El celular de un hombre muerto     | La otra/La extraña           |                                           |
| 2010       | ¡Grántico, Pálmani, Zum!           | "Cíndela"                    | Show infantil                             |
| 2012–13    | ¿Qué tortura?                      | Luella                       | Teatro Larco, 2 temporadas                |
| 2014       | Antes de las doce                  |                              |                                           |
| 2017       | "Mágico Engaño"                    | Ella Misma                   | Teatro Mario Vargas Llosa                 |
| 2019       | "Sueños Mágicos"                   | Mamá del Mago Biondi         | Teatro Mario Vargas Llosa                 |